# Ste-Marguerite (Hodent)

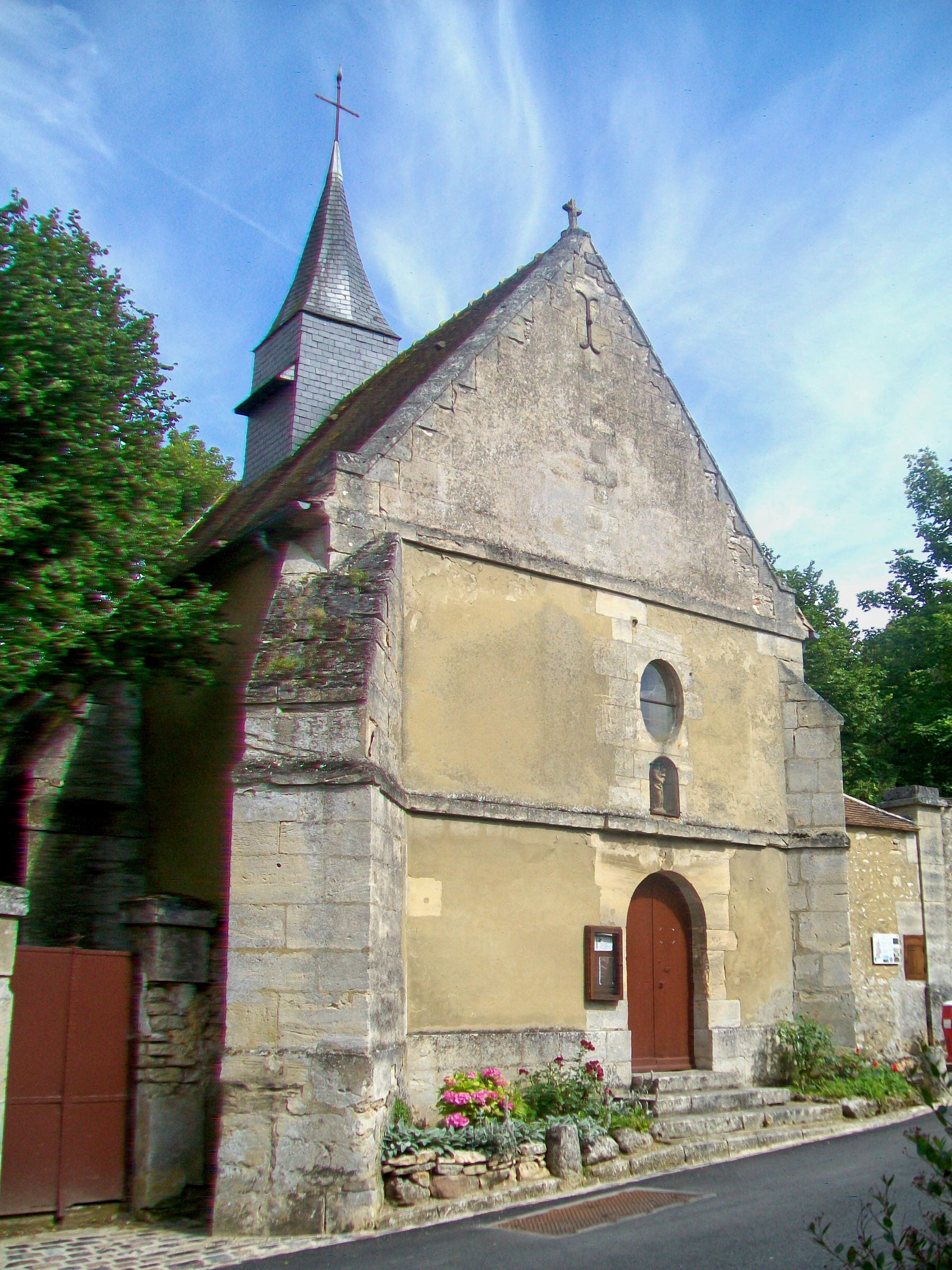
Kapelle Sainte-Marguerite

Die römisch-katholische Kapelle Ste-Marguerite  in Hodent, einer französischen Gemeinde im Département Val-d’Oise in der Region Île-de-France, wurde m 16. Jahrhundert errichtet. Das Bauwerk steht seit 1953 als Monument historique auf der Liste der Baudenkmäler in Frankreich.

## Geschichte
Die der heiligen Margareta geweihte Kapelle wurde im 16. Jahrhundert für ein Priorat der Benediktiner errichtet. Nur die Westfassade mit dem Portal ist von der Straße sichtbar, denn die Kapelle ist von einem ummauerten Park umgeben.

## Beschreibung
Über dem schlichten Portal mit einem Rundbogen aus Haustein, das über zwei Stufen erreicht wird, befindet sich eine Nische mit einer kleinen Marienfigur aus Terrakotta. Darüber ist ein Ochsenauge als einziges Fenster der Westfassade vorhanden. An die Saalkirche mit einem polygonalen Chor ist an der Südseite ist eine kleine Kapelle angebaut. Ein verschieferter, hölzerner Dachreiter mit einer Glocke sitzt mittig auf dem Satteldach, das mit roten Ziegeln gedeckt ist. Nur das Portal, die Fenster und die Strebepfeiler der aus Bruchstein errichteten Kapelle sind aus sorgfältig behauenen Quadersteinen.

## Ausstattung
- Die hölzerne Skulptur eines musizierenden Engels aus dem 15. Jahrhundert ist mit einem liturgischen Gewand bekleidet und hält ein nicht mehr erkennbares Musikinstrument in der Hand.
- Die polychrome hölzerne Figur der heiligen Margareta stammt aus dem 16. Jahrhundert. Die Heilige ist ohne ihre Attribute, einem Drachen und einem kleinen Kreuz, dargestellt.